# Xã Perry, Quận Davison, Nam Dakota
Xã Perry (tiếng Anh: Perry Township) là một xã thuộc quận Davison, tiểu bang Nam Dakota, Hoa Kỳ. Năm 2010, dân số của xã này là 287 người.